# Silvio Costa Filho
Silvio Serafim Costa Filho (Recife, 5 de março de 1982) é um pedagogo e político brasileiro, filiado ao Republicanos, atual Ministro dos Portos e Aeroportos do terceiro governo Lula e deputado federal licenciado de Pernambuco. É filho do ex-deputado federal Silvio Costa e irmão do atual deputado estadual João Paulo Costa.
Em 2018, foi eleito deputado federal de Pernambuco com 109.185 votos para o mandato 2019-2022.
Em 2019 realizou um trabalho importante na Comissão Especial da Reforma da Previdência, como vice-presidente do Colegiado. Atualmente, é presidente da Frente Parlamentar Mista em Defesa do Novo Pacto Federativo, relatou a proposta que concedeu autonomia ao Banco Central e realiza discussões sobre a pauta municipalista com parlamentares, associações e instituições e sociedade civil organizada, como a Confederação Nacional de Municípios (CNM) e Frente Nacional de Prefeitas e Prefeitos (FNP). Teve o trabalho reconhecido pelo DIAP, sendo escolhido por duas vezes consecutivas como um dos parlamentares mais influentes do Congresso Nacional. Além disso, foi apontado pela Confederação Nacional dos Municípios como o parlamentar mais municipalista do Brasil. Silvio também ocupa o cargo de vice-líder do Republicanos na Câmara e é presidente do Republicanos Pernambuco. Silvio ainda teve a oportunidade de relatar projetos importantes na Câmara dos Deputados, a exemplo da venda direta do etanol. 
Silvio iniciou sua vida na política no movimento estudantil e chegou a presidir o Diretório Acadêmico da Universidade Católica de Pernambuco, onde se formou. Em 2004, Aos 21 anos, foi eleito o vereador mais jovem da história do Recife, sendo o 4º mais votado naquela eleição. Como vereador, Silvio criou o Parlamento Jovem, pioneiro no País e que deu vez e voz à juventude recifense. No legislativo municipal, foi presidente da Comissão da Lei Orgânica, que atualizou a Constituição Municipal do Recife. Por seu trabalho na Câmara, Silvio foi escolhido pela União dos Vereadores de Pernambuco (UVP]), como melhor vereador de Pernambuco, em 2005.
Na eleição seguinte, em 2006, foi eleito para exercer o mandato de deputado estadual na Assembleia Legislativa de Pernambuco (ALEPE), recebendo a confiança de 46.060 pernambucanos. No primeiro ano de mandato foi escolhido vice-líder do governo Campos na ALEPE. Em novembro foi nomeado secretário de Turismo. Como secretário, Silvio tirou o Prodetur do papel, criou o Plano Estratégico de Turismo de Pernambuco e dialogou de forma permanente com o Trade Turístico e o setor produtivo. Sua atuação à frente da pasta, lhe proporcionou o prêmio Orgulho de Pernambuco, promovido pelo jornal Diario de Pernambuco.
Deixou a secretaria do Turismo após denúncias de superfaturamento de cachês e desvio de verbas de emendas parlamentares destinadas ao pagamento de eventos, como festas e shows. Em seu período enquanto secretário, Silvio teve as contas da sua gestão (2007, 2008 e 2009) aprovadas por unanimidade pelo Tribunal de Contas do Estado. Além disso, o TCE isentou o parlamentar de qualquer responsabilidade nos convênios com o Governo Federal citados na denúncia.
Retornou a ALEPE onde foi reeleito em 2010 e 2014. Como deputado estadual, Silvio também criou a Lei de Responsabilidade Educacional, projeto pioneiro no País, que teve o reconhecimento de todos os profissionais de educação do Estado. Pelo trabalho realizado na Alepe, o parlamentar ganhou, pela segunda vez, o prêmio Orgulho de Pernambuco.
Em 2016 foi candidato a vice-prefeito de Recife, na chapa encabeçada pelo ex-prefeito João Paulo Lima e Silva (PT). Terminando a disputa em segundo lugar, sendo derrotados pelo candidato a reeleição, Geraldo Júlio (PSB).
Em seu terceiro mandato como deputado estadual, Silvio criou, em 2017, o Projeto de Lei de Responsabilidade da Segurança Pública, obrigando os gestores públicos a prestar contas da situação financeira e das ações do Estado. Além disso, presidiu algumas comissões na Assembleia Legislativa, entre elas, a Comissão Especial de Mobilidade Urbana.
Por duas vezes foi escolhido para ser Líder da Oposição na Assembleia Legislativa e vem se destacando pelo trabalho que tem realizado. Como líder da Bancada, criou o Pernambuco de Verdade, fiscalizando as ações do Governo do Estado e mostrando a vida real dos pernambucanos.
Em setembro de 2023, foi confirmado como novo titular do Ministério de Portos e Aeroportos do governo de Lula. Tomou posse no dia 13 de setembro.

## Desempenho eleitoral
| Ano  | Eleição                 | Coligação                                                                                                   | Partido      | Candidato a                            | Votos            | Resultado                |
| ---- | ----------------------- | --- | ------------ | -------------------------------------- | ---------------- | ------------------------ |
| 2004 | Municipal do Recife     | não havia                                                                                                   | PMN          | Vereador                               | 10.731 (1,32%)   | Eleito                   |
| 2006 | Estaduais em Pernambuco | não havia                                                                                                   | PMN          | Deputado estadual                      | 46.060 (1,09%)   | Eleito                   |
| 2010 | Estaduais em Pernambuco | Frente Popular de Pernambuco para Deputado Federal e Estadual (PRB, PP, PDT, PT, PTB, PSC, PR, PSB e PCdoB) | PTB          | Deputado estadual                      | 81.280 (2,00%)   | Eleito                   |
| 2014 | Estaduais em Pernambuco | Pernambuco vai mais longe (PTB, PT, PSC, PDT, PRB e PTdoB)                                                  | PTB          | Deputado estadual                      | 67.791 (1,47%)   | Eleito                   |
| 2016 | Municipal do Recife     | Recife pela Democracia (PRB, PT, PTN, PTdoB e PTB)                                                          | PRB          | Vice-prefeito Titular: João Paulo (PT) | 207.529 (23,76%) | Segundo turno (2º lugar) |
| 2016 | Municipal do Recife     | Recife pela Democracia (PRB, PT, PTN, PTdoB e PTB)                                                          | PRB          | Vice-prefeito Titular: João Paulo (PT) | 333.516 (38,70%) | Não eleito               |
| 2018 | Estaduais em Pernambuco | PTB, DEM, PSDB, PSC, PRB, PODE e PPS                                                                        | PRB          | Deputado federal                       | 109.185 (2,52%)  | Eleito                   |
| 2022 | Estaduais em Pernambuco | não havia                                                                                                   | Republicanos | Deputado federal                       | 162.056 (3,25%)  | Eleito                   |